# Afghanische Nationalarmee

Emblem der Afghanischen Nationalarmee

Die Afghanische Nationalarmee (paschtunisch د افغانستان ملي اردو, persisch اردوی ملی افغانستان, englisch Afghan National Army, kurz ANA) waren die Streitkräfte der Islamischen Republik Afghanistan. Sie wurden im April 2002 gegründet. Die ANA rekrutierte sich aus Freiwilligen und war damit eine Berufsarmee. Im Jahr 2019 betrug ihre Truppenstärke offiziellen Angaben zufolge etwa 180.000. Diese Angaben waren laut Insidern, wie dem Finanzminister, nicht der Wahrheit entsprechend. Nach der Machtübernahme der Taliban im August 2021 hörte die ANA faktisch auf zu existieren.
Als Afghan National Defence and Security Forces (ANDSF), auch Afghan National Security Forces (ANSF), wurde allgemein die Gesamtheit der afghanischen Sicherheitskräfte bezeichnet, unter anderem bestehend aus der ANA und der Afghanischen Nationalpolizei (ANP).

## Geschichte

### Entwicklung bis 2001

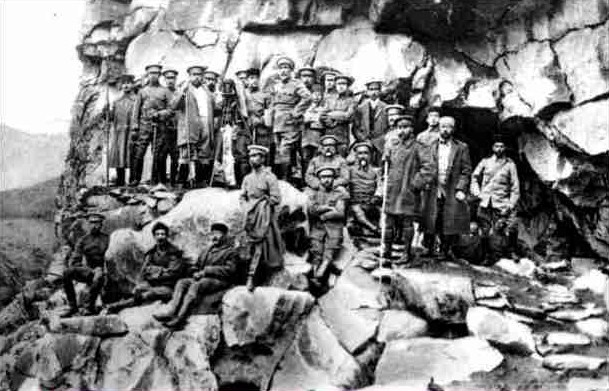
Habibullah Khan mit Soldaten, vor 1919

Ein afghanisches Heer bestand schon seit Mitte des 18. Jahrhunderts nach den Kriegen gegen Persien. Es umfasste einen besoldeten Stamm als Kern, an den sich im Krieg ein Milizaufgebot anschloss. In den Anglo-Afghanischen Kriegen konnten sich die Afghanen gegen die militärischen Interventionen des Britischen Empires bis 1880 behaupten. 1880 besetzten die Briten Kabul. Der britische Oberbefehlshaber General Frederick Roberts setzte Abdur Rahman Khan, Sohn des ältesten Sohns von Dost Mohammed Afzul Khan, als neuen Emir ein. Die Briten übernahmen für die folgenden 40 Jahre die Kontrolle über die afghanische Außenpolitik. Organisation wie Bewaffnung des Heeres wurden unter Abdur Rahman Khan europäisch organisiert. Die Armee zählte im Jahr 1884 etwa 50.000 Mann und 123 Feldgeschütze. Aufgrund zahlreicher Aufstände in Afghanistan wurde 1893 das Land durch die Durand-Linie von den Briten geteilt und das südöstliche Gebiet der indischen Kronkolonie eingegliedert. 1904 wurde die Madrasse-ye Harbi-ye Militärschule von Habibullah Khan gegründet, um die Ausbildung der Offiziere der Armee zu verbessern.

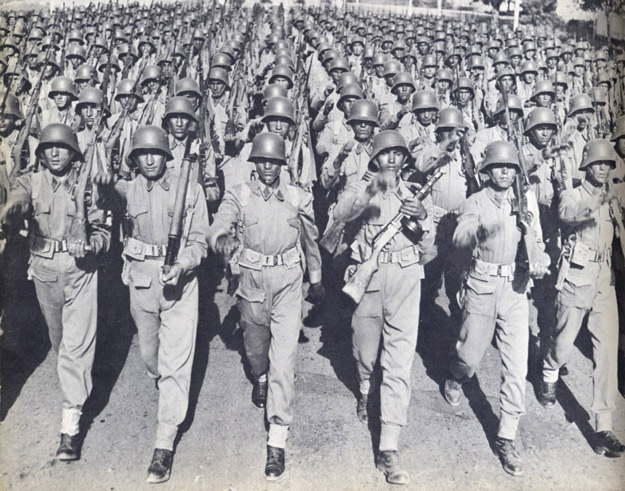
Soldaten in den 1950er Jahren

Im dritten Anglo-Afghanischen Krieg im Mai 1919 konnte die afghanische Armee unter Amanullah Khan gegen die British Indian Army Erfolge erzielen, was am 8. August 1919 zur Anerkennung Afghanistans als souveränen und unabhängigen Staat durch Großbritannien führte. 1924 wurde eine erste Luftwaffeneinheit aufgestellt, die bis 1929 existierte. 1925 proklamierte Amanullah Khan das Königreich Afghanistan. Unter Zahir Schah erreichte die Armee 1933 eine Mannstärke von 70.000 Mann. Die 1937 erneut aufgestellte afghanische Luftwaffe erhielt 1957 ihre ersten modernen Kampfflugzeuge. 1967 waren 32 Maschinen bei den Streitkräften im Einsatz. Die afghanischen Piloten wurden von lokalen Flugschulen ausgebildet.
1973 wurde Zahir Schah durch seinen Cousin und Schwager Mohammed Daoud Khan gestürzt. 1978 kam es dann zu einem prokommunistischen Militärputsch. Mit dem Einmarsch von sowjetischen Truppen im Dezember 1979 entwickelte sich der Bürgerkrieg zu einem zehnjährigen Stellvertreterkrieg zwischen der afghanischen Armee und sowjetischer Besatzungsmacht auf der einen Seite und den von den USA, Saudi-Arabien und Pakistan unterstützten Mudschahidin auf der anderen. In den 1980er-Jahren wurden dabei auch die vorhandenen MiG-17-, MiG-21- und Iljuschin-Il-28-Flugzeuge sowie Mil Mi-24-Helikopter der afghanischen Luftwaffe im Kampf gegen die Mudschahidin eingesetzt. Die Moral in der regierungstreuen afghanischen Armee wurde zunehmend schlechter.
Entscheidend für den Niedergang des kommunistischen Afghanistan war das rücksichtslose Vorgehen der Sowjetunion auch gegen Zivilisten. Bei Bombenangriffen vernichtete die sowjetische Luftwaffe ganze Dörfer, der Krieg zerstörte weite Teile der Infrastruktur. Dies stieß auf breiten Volkswiderstand. Die afghanische Armee brach schließlich von ihrer ursprünglichen Stärke von 105.000 Mann im Jahr 1978 auf etwa 20.000 bis 30.000 Mann im Jahr 1987 zusammen.
Nach sowjetischen Angaben desertierten gar 285.541 Soldaten der afghanischen Nationalarmee.
1989 zogen die sowjetischen Truppen aus Afghanistan ab. Die sowjetisch gestützte Regierung unter Präsident Mohammed Nadschibullah konnte sich noch bis zur Einnahme Kabuls durch die Mudschahidin im Jahr 1992 halten. Die bis dahin noch vorhandenen Armeeeinheiten zerfielen oder schlossen sich verschiedenen Lagern an.
Die Taliban konnten mit der Einnahme der Hauptstadt Kabul 1996 und der folgenden Konsolidierung ihrer Macht ab 1997 drei Viertel des Landes kontrollieren. Die verschiedenen Milizen verfügten auch über verbliebene Einheiten der Armee; so hatten gegen Ende der 1990er-Jahre sowohl Taliban als auch die Nordallianz Kampfflugzeuge der afghanischen Luftwaffe im Einsatz. Nach den Anschlägen in den USA am 11. September 2001 griffen am 7. Oktober 2001 die USA Afghanistan an und unterstützten die Vereinigte Islamische Front zur Rettung Afghanistans, um die Taliban und mit ihr deren Führer Mullah Omar zu entmachten (siehe auch Krieg in Afghanistan).

### Entwicklung ab 2001

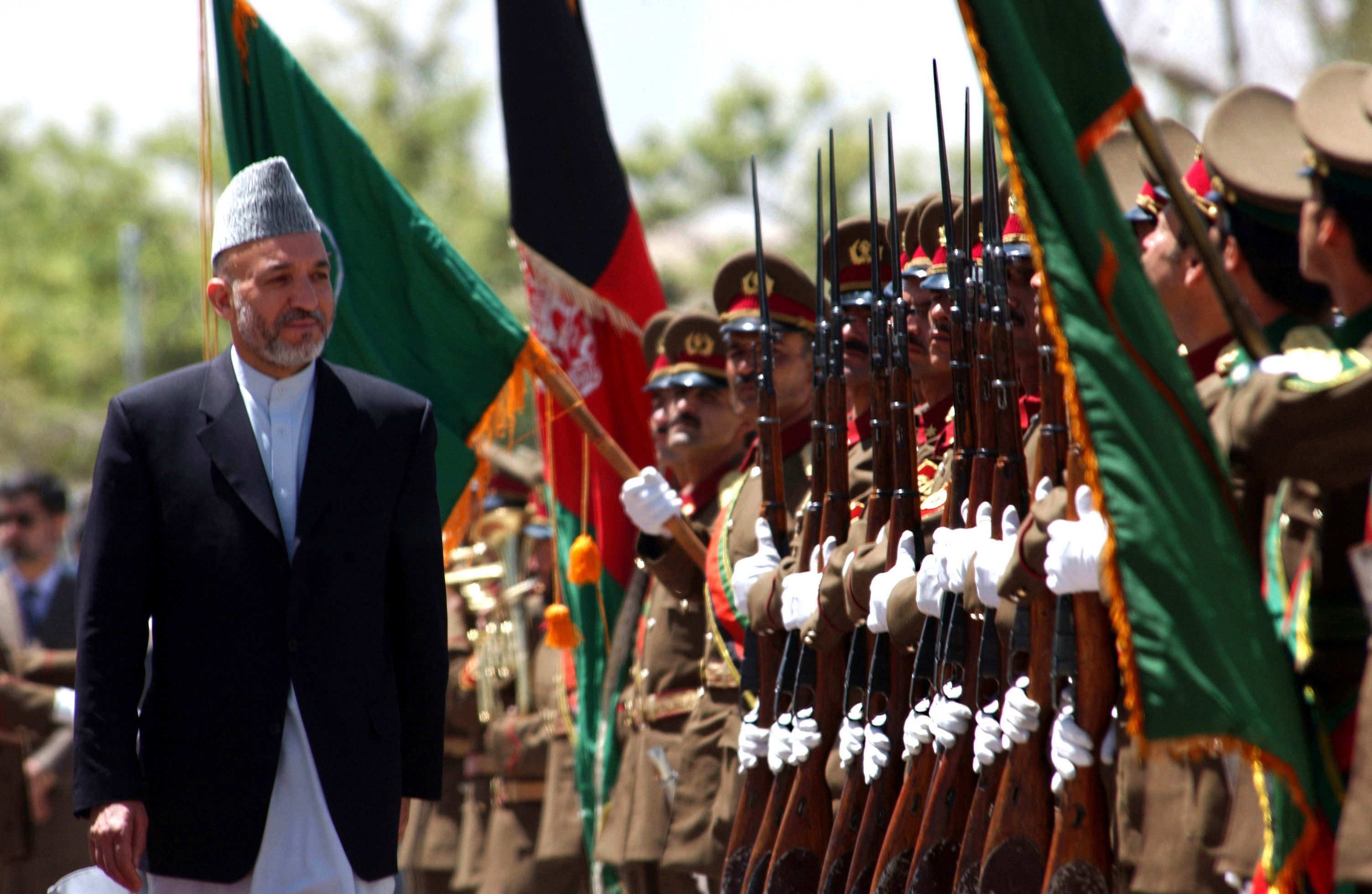
Präsident Hamid Karzai besucht die ersten Soldaten der Afghanischen Nationalen Armee (2002).

Am 3. April 2002 wurde die Afghanische Nationalarmee gegründet.
Nach seiner Ernennung zum Präsidenten der Übergangsregierung formulierte Hamid Karzai das Ziel, bis 2009 eine Armee mit 70.000 Soldaten aufzustellen. Das wurde zuletzt Ende Januar 2006 im Afghanistan-Vertrag als Zielvorstellung bekräftigt. Bis 2010 sollte demnach eine national respektierte, professionelle und ethnisch ausgeglichene Afghanische Nationalarmee (ANA) mit bis zu 70.000 Soldaten voll funktionsfähig sein.
Im Januar 2003 wurden die ersten 1.700 Freiwilligen in fünf kandaks (paschtunisch für Bataillon) aufgenommen. Dort wurden diese in einer zehnwöchigen Grundausbildung, durchgeführt von Soldaten der ISAF, geschult. Im Juni 2003 waren bereits 4.000 Soldaten ausgebildet worden. Ihnen standen allerdings regionale Armeen der sogenannten Warlords in einer Stärke von schätzungsweise 40.000 Mann gegenüber.
Die Quote der Abgänge, die anfangs bei 50 Prozent lag, ging Mitte 2003 auf 30 Prozent zurück. Neuen Einheiten fehlten zu diesem Zeitpunkt Waffen und Kommunikationssysteme. Im Sommer 2003 verzeichnete man schließlich zehn Prozent an Deserteuren pro Monat. Diese Zahl ging im Jahr 2004 auf 1,2 Prozent pro Monat zurück.
In der Anfangsphase waren die Tadschiken in der ANA deutlich überrepräsentiert, später versuchte man, durch die Einführung von Quoten einen angemessenen Anteil von Paschtunen, Usbeken und Hazara in der ANA zu bekommen.
Probleme bei der Aufstellung bereitete auch die nur langsam anlaufende Unterstützung durch die auf der Afghanistan-Konferenz zugesagten Mittel. Die starke Fluktuation unter den Soldaten behinderte den Aufbau. Ungeachtet dessen konnten im Juli 2003 die ersten 1000 Soldaten unter dem Kommando US-geführter Truppen am sogenannten Kampf gegen den Terror teilnehmen. Im Februar 2005 umfasste die ANA eine Truppenstärke von 21.200 Soldaten. Davon waren 17.800 Soldaten ausgebildet und 3.400 befanden sich in Ausbildung.
Gegen Ende des Jahres 2009 hatte die ANA eine Stärke von 97.000 Soldaten erreicht. Als Folge dessen wurde das Ziel ausgegeben, die Zahl der Soldaten bis ins Jahr 2015 auf rund 260.000 zu steigern. Im März 2011 betrug die offizielle Truppenstärke etwa 150.000.
Unter dem Druck der wieder erstarkten Taliban, die sich die in der Zivilbevölkerung wachsende Ablehnung gegenüber den ausländischen Besatzern zunutze machte, schätzten afghanische Offizielle im Oktober 2016, dass ANA und Polizei rund 5.000 Mann pro Monat durch, Desertion und Feindwirkung verlieren würden. Entsprechende Berichte, wonach ein Viertel bis ein Drittel der ANA-Soldaten desertiert, hatte es bereits im Jahr 2012 gegeben.
Im August 2014 betrug die Truppenstärke nach offiziellen Angaben rund 195.000 Soldaten, davon 6.000 Soldaten der Luftwaffe (AAF). Allerdings soll es mehr als Zehntausend der ANA-Soldaten, deren Sold von den USA bezahlt wurde, nur auf dem Papier gegeben haben. So gab es laut dem ehemaligen Finanzminister Khalid Payend in Wahrheit eher 50.000 Soldaten.
Von 2014 bis 2019 sind nach Angaben der afghanischen Regierung 45.000 Soldaten der Nationalarmee im Kampf gegen Gruppierungen wie den Taliban und den islamischen Staat gefallen.

### Zusammenbruch 2021
Nach dem angekündigten Rückzug der US-Streitkräfte begannen die Taliban im Mai 2021 mit ihrer Rückeroberung Afghanistans. Sie stießen dabei, von Ausnahmen abgesehen, kaum auf Gegenwehr.
Für die vernichtende militärische Niederlage der ANA wurden mehrere Gründe angeführt: Waren bei der ANA im Kampf gegen die Taliban in den Vorjahren mehrere zehntausend Soldaten gefallen, standen der ANA im Jahr 2021 zwischen 50.000 und 200.000 Kämpfer der Taliban gegenüber. In den vorherigen Jahren hatten sich viele junge Afghanen den Taliban angeschlossen. Letztere hatten in den 20 Kriegsjahren aufgrund einer wachsenden Ablehnung gegenüber den ausländischen Besatzern Sympathien in der Bevölkerung gewonnen. Zwar konnte während des Krieges eine versorgende Infrastruktur für Teile der armen Bevölkerung aufgebaut, Kindersterblichkeit reduziert sowie der Zugang zu Bildung für Mädchen verbessert werden, jedoch überwogen für die breite Bevölkerung die negativen Auswirkungen des Krieges. Das durch den Krieg verursachte Leid nahm zu und verursachte einen Anstieg der internen Vertreibung. Die Korruption und Soziale Ungleichheit hielt an oder verschlimmerte sich. Die Quartals- und Jahresberichte der Unterstützungsmission der Vereinten Nationen in Afghanistan dokumentierten, wie alle Kriegsparteien der afghanischen Zivilbevölkerung Leid in Form von Tötungen und Verletzungen zufügten. Da das von der US-amerikanischen Regierung unter Donald Trump mit den Taliban ausgehandelte Abkommen von Doha keinerlei Regelungen zu einem Waffenstillstand mit den afghanischen Truppen enthielt, führten die Vertragsverhandlungen zu mehr Angriffen auf afghanisches Militär, weil die Taliban sich durch Gebietsgewinne eine bessere Verhandlungsposition erhofften. Im Kampf gegen die Taliban war die Armee, trotz eigener Luftstreitkräfte, auf das US-Militär angewiesen. Diese verringerte die Luftunterstützung jedoch mit dem Abzug, der im Frühjahr 2021 begann. Die afghanische Luftwaffe flog nur noch selten, da ihre Flugzeuge von privaten amerikanischen Militärdienstleistern gewartet wurden, die aber ebenfalls das Land verlassen hatten. Die Versorgung der über Afghanistan verteilten ANA-Einheiten gestaltete sich nach dem Abzug des US-Militärs schwierig. So gab es bei manchen Einheiten kaum Verpflegung, so dass Soldaten Hunger litten. Viele ANA-Soldaten klagten über Munitionsmangel und eine schlechtere Ausrüstung im Vergleich zu den Taliban (Munition und Waffen wurden teilweise von ANA-Soldaten auf dem Schwarzmarkt an die Taliban verkauft, um ohne Soldzahlungen ihren Lebensunterhalt und den der Familien zu bestreiten). Angeführt wurde außerdem die verbreitete Auffassung unter afghanischen Soldaten, für eine Besatzungsmacht zu kämpfen, die auch Zivilisten bei Luftangriffen tötete.
So starben im 1. Quartal 2019 erstmals mehr Zivilisten durch Angriffe von ANA, ihren verbündeten Milizen und verbündeten ausländischen Streitkräften, als durch Angriffe der Taliban. Nach 20 Jahren Krieg in Afghanistan, in dem die dort verübten Terroranschläge mit beinahe jedem Kriegsjahr anstiegen und in der zweiten Hälfte der 2010er Jahre ihren Höhepunkt fanden, herrschte eine Kriegsmüdigkeit in der Bevölkerung, aus der die ANA ihre Soldaten rekrutierte. Die Taliban dagegen rekrutierte ihre Kämpfer nicht nur aus Afghanistan, sondern auch aus Pakistan, wo ebenfalls Millionen Paschtunen leben. Offiziersposten, darunter auch Generalsposten, konnten in der ANA durch Bestechung erworben werden. Dies hatte zur Folge, dass ungeeignete Personen Führungspositionen in der ANA einnehmen konnten. In der militärischen und politischen Führung Afghanistans gab es keine wirkungsvolle Strategie gegen die Taliban, die im Verlauf des Krieges weitere Unterstützung in Teilen der Bevölkerung generieren konnten und somit Regierungsbezirke unterwanderten, Grenzen einnahmen und die Provinzhauptstädte umzingelten.
Am 13. August, drei Tage bevor der Präsident Ashraf Ghani ins Exil ging und die Taliban in Kabul den Präsidentenpalast einnahmen, besuchte Ashraf Ghani das 209. Korps in Masar-i-Scharif und sicherte ihnen Unterstützung im Kampf gegen die Taliban zu. Doch bereits einen Tag später kapitulierten die Truppen bei Masar-e-Scharif kampflos, nachdem sich bereits am Vortag das 207. Armeecorps in der Provinz Herat kampflos ergeben hatte. Die U.S. Air Force bombardierte dann, wie bei dem Flughafen Masar-e Scharif geschehen, Jets und Kampfhelikopter der afghanischen Armee, damit die Taliban diese nicht nutzen. Zuvor nutzten Soldaten der ANA laut Angaben des usbekischen Generalstaatsanwalts 22 Kampfflugzeuge und 24 Helikopter, um über die Nordgrenze Afghanistans nach Usbekistan zu flüchten. Bereits einen Monat zuvor waren an einem Julitag mehr als 1000 Soldaten der ANA über die Grenze nach Tadschikistan geflüchtet.
Die US-Truppen zerstörten bei ihrer Flucht im August 2021 mehr als 70 Flugzeuge und Dutzende gepanzerte Fahrzeuge der Afghanischen Nationalarmee und setzten die Luftabwehrsysteme außer Gefecht. Die Taliban erbeuteten bei der Auflösung der Afghanischen Nationalarmee zahlreiche Waffen und Kriegsgerät, darunter auch mehrere Flugzeuge. Die Afghanische Nationalarmee hatte von den USA Lieferungen und Dienstleistungen im Wert von mehr als 28 Milliarden US-Dollar erhalten.
Reste der Armee haben sich im August 2021 mit dem Verteidigungsminister Bismillah Mohammadi Berichten zufolge dem Pandschschir-Widerstand angeschlossen.
Die Taliban übernahmen zahlreiches Gerät von der Afghanischen Nationalarmee. Im September 2022 stürzte ein Black Hawk Hubschrauber bei einer Militärübung der Taliban in der afghanischen Hauptstadt Kabul auf dem Campus der Universität für Nationale Verteidigung wegen eines technischen Problems ab. Drei Menschen wurden getötet und fünf verletzt. Das US-Militär hatte beim Rückzug 2021 schweres Kriegsgerät möglichst zerstört oder unbrauchbar gemacht. Die meisten der in den USA ausgebildeten Piloten flohen damals ins Ausland. Hingegen berichtete der in West Point ausgebildete Pilot Mohammad Edris Momand im August, „dass er seinen Black-Hawk-Helikopter am Tag des Falls Kabuls statt wie angewiesen nicht nach Usbekistan, sondern in sein afghanisches Heimatdorf geflogen habe. Heute fliege er in Diensten der Taliban.“

## Organisation

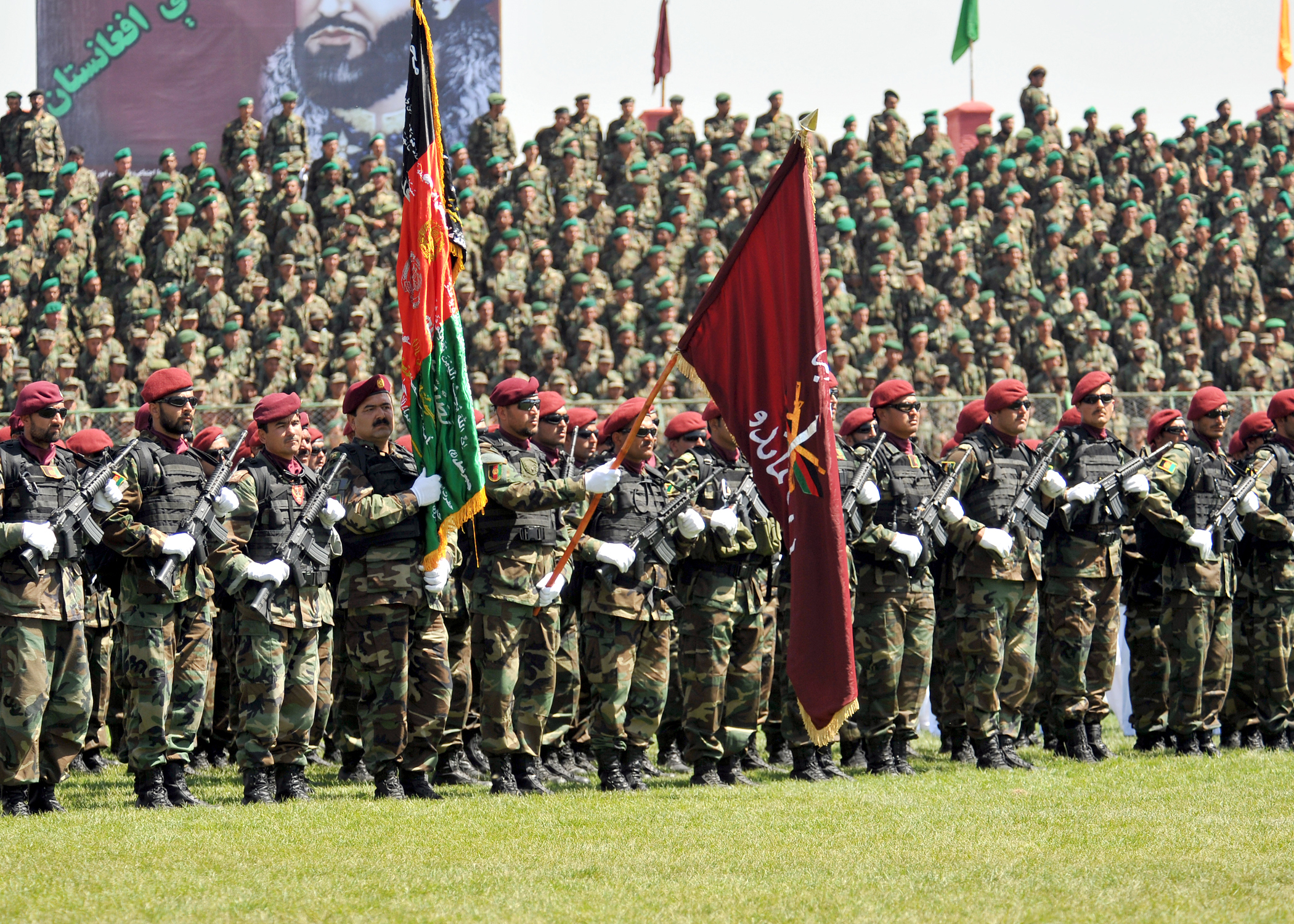
Afghanische Soldaten 2010

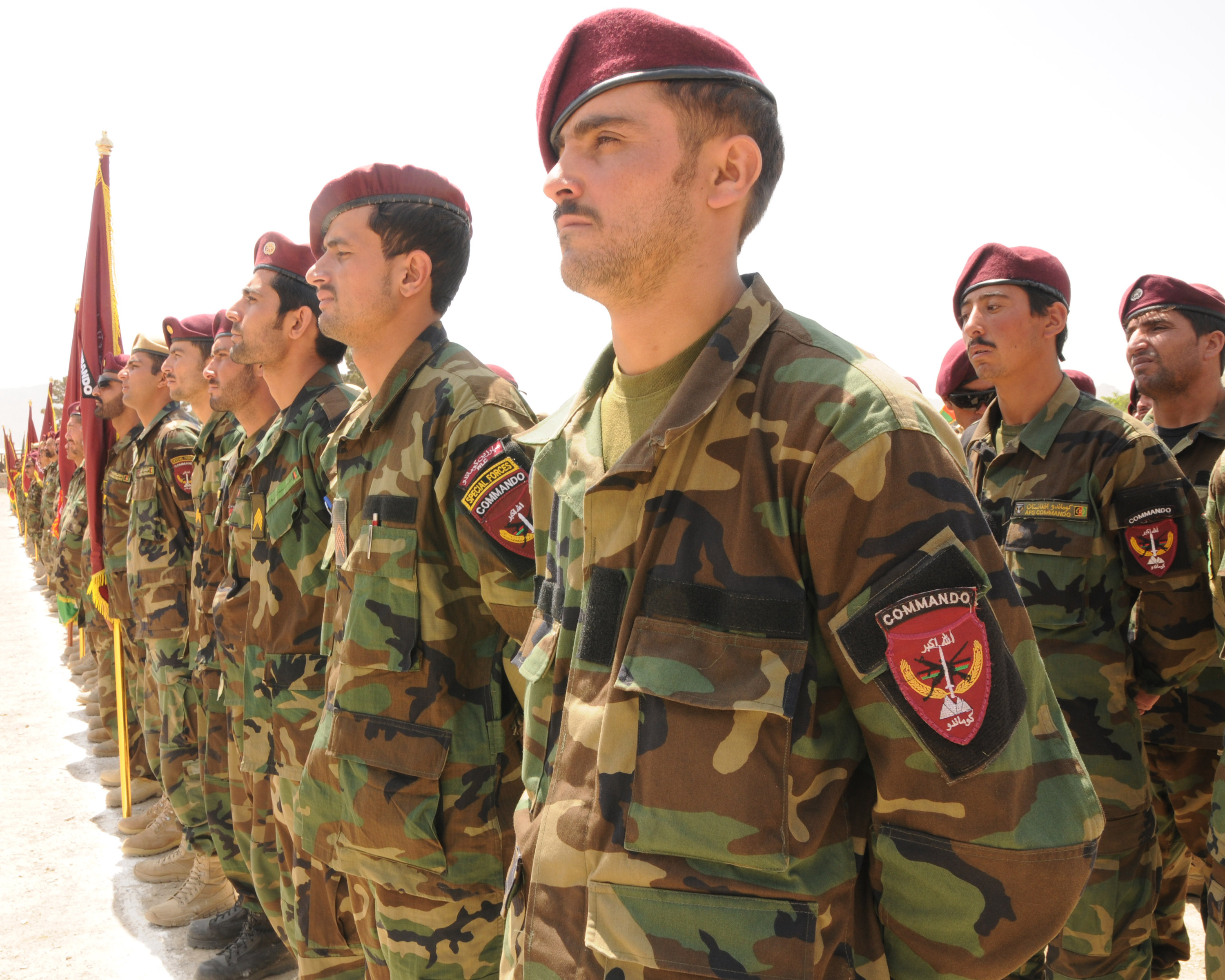
Spezialkräfte der afghanischen Armee (2012)

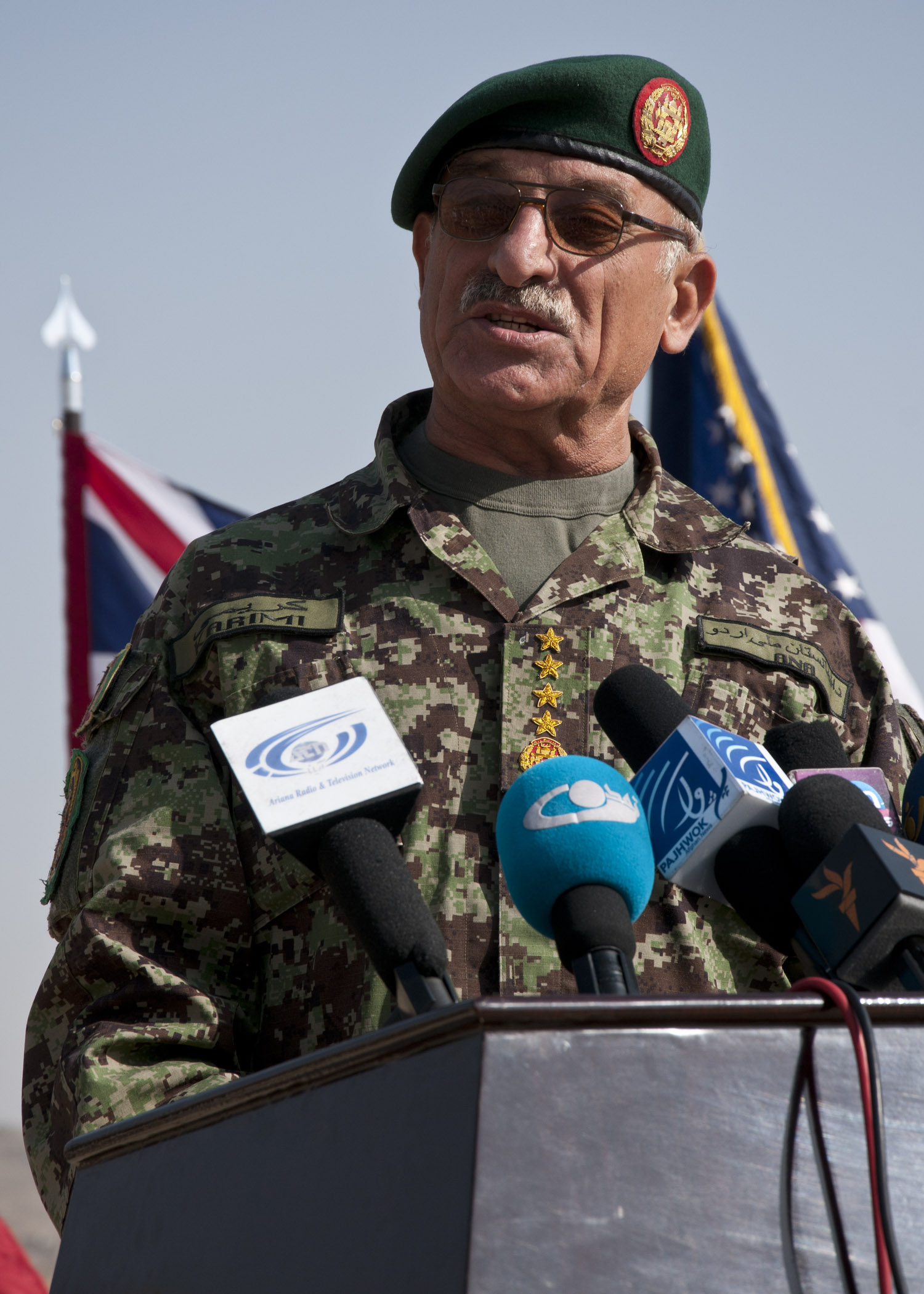
Lt. Gen. Sher Mohammad Karimi, Befehlshaber des Generalstabs (2012)

### Struktur
Die ANA war zunächst auf Heeresaufgaben beschränkt. Da der Aufbau und Unterhalt einer einsatzfähigen Luftwaffe die Mittel der Armee überstieg, übernahmen die USA die Sicherung des afghanischen Luftraums. Der Aufbau der Kommandostruktur ist von den USA beeinflusst. So sollte Afghanistan unter militärisch sinnvollen Regionalkommandos aufgeteilt werden, ähnlich der Organisation der US-Streitkräfte. Die Armee war in 31 Bataillone (Kandaks; Stand 2015) von bis zu 650 Mann gegliedert, von denen 28 im Jahr 2005 einsatzfähig waren. Insgesamt war geplant, bis zum Ende des Jahres 2006 neun Brigaden mit jeweils sechs Bataillonen einsatzbereit zu haben. Diese wurden dann auf fünf Korps über das Land verteilt:
- 201. Korps, stationiert in Kabul
- 203. Korps, stationiert in Gardez
- 205. Korps, stationiert in Kandahar
- 207. Korps, stationiert in Herat
- 209. Korps, stationiert in Masar-e Scharif (von der Bundeswehr unterstützt) mit Brigaden stationiert in Mazar-e Scharif, Maimana und Kunduz (2009).

Neben diesen fünf regionalen Korps kam noch ein Heeresfliegerkorps dazu. Im Dezember 2009 wurde bekannt, dass ein weiteres Korps, das 215. Korps, in Laschkar Gah in der Provinz Helmand aufgestellt werden sollte. Jedes Korps bestand aus drei bis vier Brigaden. Eine Brigade bestand in der Regel aus vier Infanterie-Bataillone (Kandaks): einem Kandak zur Kampfunterstützung, einem für die Logistik und einem GSU-Kandak (Garrison Support Unit ‚Garnisonsunterstützungseinheit‘). Jedes Korps verfügte zudem über ein Kommando-Kandak, das in Abstimmung mit dem jeweiligen Regionalkommando zentral vom Verteidigungsministerium in Kabul geführt wurde.

### Kommandeure
| Rang            | Name                     | Amtszeit                        |
| --------------- | ------------------------ | ------------------------------- |
| Generalleutnant | Bismillah Khan Mohammadi | 2003 – 30. Juni 2010            |
| General         | Sher Mohammad Karimi     | 30. Juni 2010 – 22. Mai 2015    |
| General         | Qadam Shah Shaheen       | 23. Mai 2015 – 24. April 2017   |
| Generalleutnant | Mohammad Sharif Yaftali  | 26. April 2017 – 13. März 2019  |
| Generalleutnant | Bismillah Waziri         | 13. März 2019 – 6. Juli 2020    |
| General         | Yasin Zia                | 6. Juli 2020 – 19. Juni 2021    |
| General         | Wali Mohammad Ahmadzai   | 19. Juni 2021 – 11. August 2021 |
| General         | Hebatullah Alizai        | seit dem 11. August 2021        |

### Personalstärke
Das Problem der ANA beim Aufbau gefestigter Strukturen war die große Fluktuation unter den Soldaten. Es wurde geschätzt, dass 10 Prozent der Soldaten bereits nach kurzer Zeit die Armee wieder verließen. Der Anfangssold lag in der ANA bei 30 US-Dollar, gestaffelt stieg er für ausgebildete Soldaten auf bis zu 70 US-Dollar. Viele der Rekruten waren unter 18 Jahre alt und konnten weder lesen noch schreiben (2015 lag die Alphabetisierungsquote afghanischer Männer bei 52 %). Somit entstanden große Probleme in der Kommunikation. Durch die inhomogene ethnische und sprachliche Struktur Afghanistans und somit auch der Armee war eine problemlose Verständigung somit weder verbal noch in schriftlicher Form möglich. Die ANA beschäftigte 2006 insgesamt etwa 35.000 Personen, davon etwa 27.000 einsatzfähige Soldaten.
Mehr als Zehntausend ANA-Soldaten, deren Sold von den USA bezahlt wurde, soll es nur auf dem Papier gegeben haben.

## Aufbau der Armee

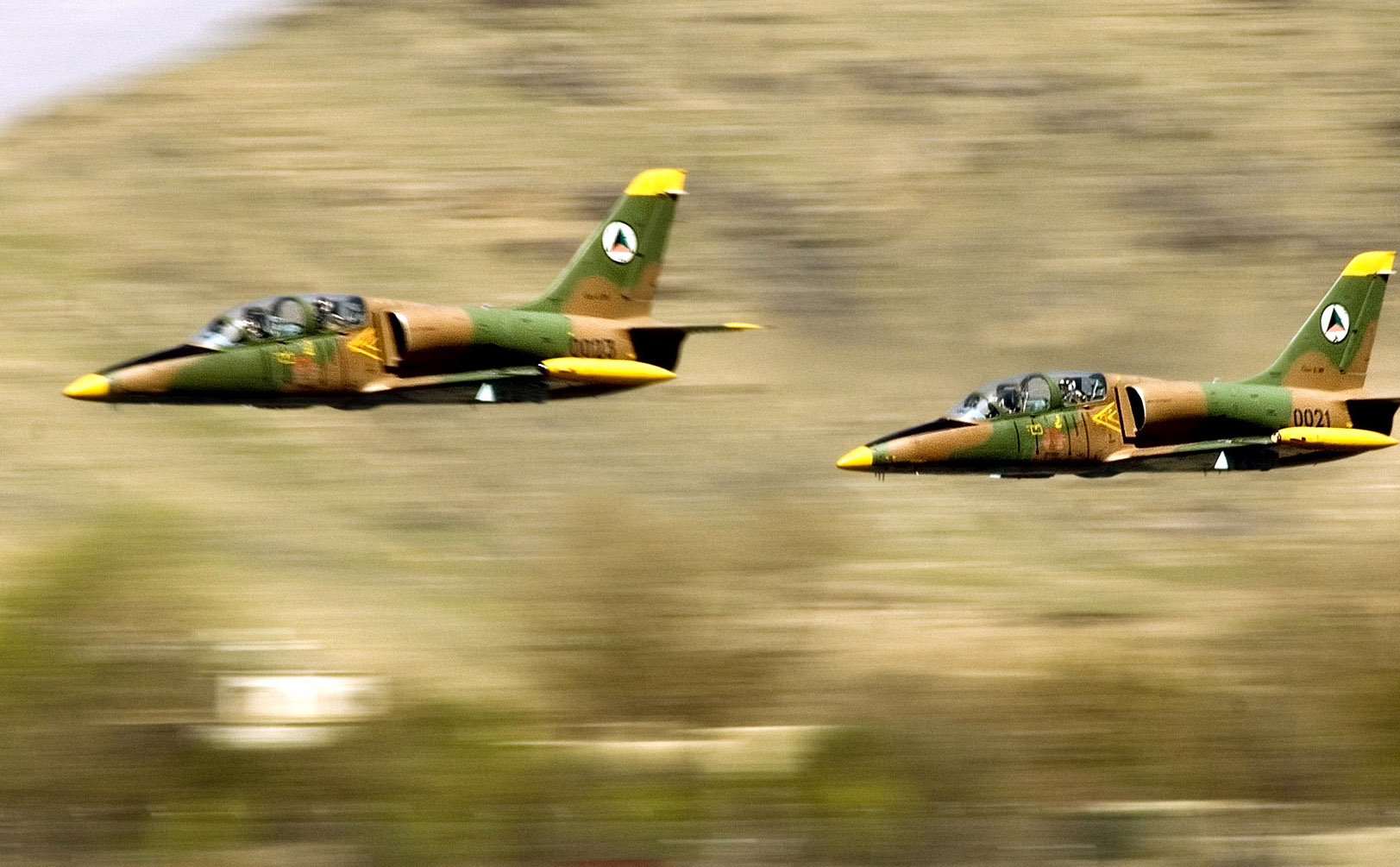
Kampfflugzeuge vom Typ L-39 des Afghan National Air Corps (2007)

### Finanzierung, Ausrüstung und Infrastruktur
Die USA sahen den Aufbau einer nationalen afghanischen Armee als Alternative zur dauerhaften Stationierung von US-Streitkräften in Afghanistan. Ab 2001 haben sie militärische Ausrüstung und Dienstleistungen im Wert von mehr als 83 Milliarden US-Dollar (USD) für die ANA zur Verfügung gestellt. Es umfasste mindestens 2.500 Humvees, 10.000 M16-Sturmgewehre sowie die Errichtung einer nationalen Befehlszentrale. Dennoch waren afghanische Einheiten teilweise mit alten Waffen, Ausrüstung und Fahrzeugen aus sowjetischer Produktion ausgestattet.
Das 209. Korps ersetzte seine Waffen sowjetischer Herkunft mit mehreren verschiedenen Waffen aus NATO-Ländern, darunter das M16, das M240B-Maschinengewehr, M249 SAW, M2-Maschinengewehr und das M24-Scharfschützengewehr. Ein weiteres Programm wurde 2011 verkündet und ab 2012 durchgeführt. Es beinhaltete 440 M1117 Guardian Armored Security Vehicle. Die ersten 18 M1117s wurden im November 2011 an die afghanische Armee übergeben.
Im Jahr 2006 galten alle afghanischen Bataillone, wenn auch behelfsmäßig, als ausreichend motorisiert. In Kabul wurde eine militärische Hochschule eingerichtet, um in vierjähriger Ausbildung die Führungselite der Armee auszubilden. Die Hochschule wurde von der US-amerikanischen und türkischen Armee unterstützt. Für die Ausbildung der Soldaten gab es bei Kabul ein zentrales Ausbildungslager, das Kabul Military Training Center.
Kanada und Norwegen stellten Unterstützung durch Leopard-1-Kampfpanzer in Aussicht, um die ANA selbständiger im Kampf gegen die Taliban zu machen.
Afghanistan wurde 2012 von den USA in die Liste ihrer wichtigsten Verbündeten außerhalb der NATO (Major non-NATO ally) aufgenommen. Damit bekam das Land bevorzugten Zugang zu ausgewählten Rüstungsprogrammen.
Die USA übernahmen die Hauptlast beim Aufbau afghanischer Kapazitäten zur Luftkriegsführung, die im Afghan National Army Air Corps (ANAAC) gebündelt wurden, das wegen Budgetknappheit auch nichtmilitärische Aufgaben hatte. Laut Jane’s Defence Weekly verfügt das ANAAC über knapp 35 Flugzeuge und strebt einen Ausbau auf 128 an. Aufgrund der langen sowjetischen Präsenz üben die 187 Piloten, deren Durchschnittsalter im Mai 2009 knapp 45 Jahre betrug, mit Flugzeugen und Hubschraubern der Typen An-32, MiG-21, Mi-17 und Mi-35. Zu diesem Zeitpunkt verfügte das Corps über etwa 2.500 Mann Personal und strebt eine Erweiterung auf 7.250 bis 2016 an. Im Dezember 2008 wurden sechs Mi-35 aus tschechischen Beständen für das ANAAC geliefert. Im Aufbau war eine Staffel zur Luftnahunterstützung mit Embraer EMB 314.
Trotz der Modernisierung mit westlicher Waffentechnik hielt die ANA an ihren sowjetischen Ausrüstungsbeständen fest, deren Wartung und Instandhaltung jedoch mangels ausreichend geschulten Personals große Probleme bereitete. Die NATO hatte daher im Rahmen des NATO-Russland-Rates die Einrichtung eines Fonds zur Ausbildung geeigneten Bodenpersonals für die Hubschrauberflotte angekündigt, an dem sich auch die Russische Föderation finanziell beteiligte.

### Ausbildung

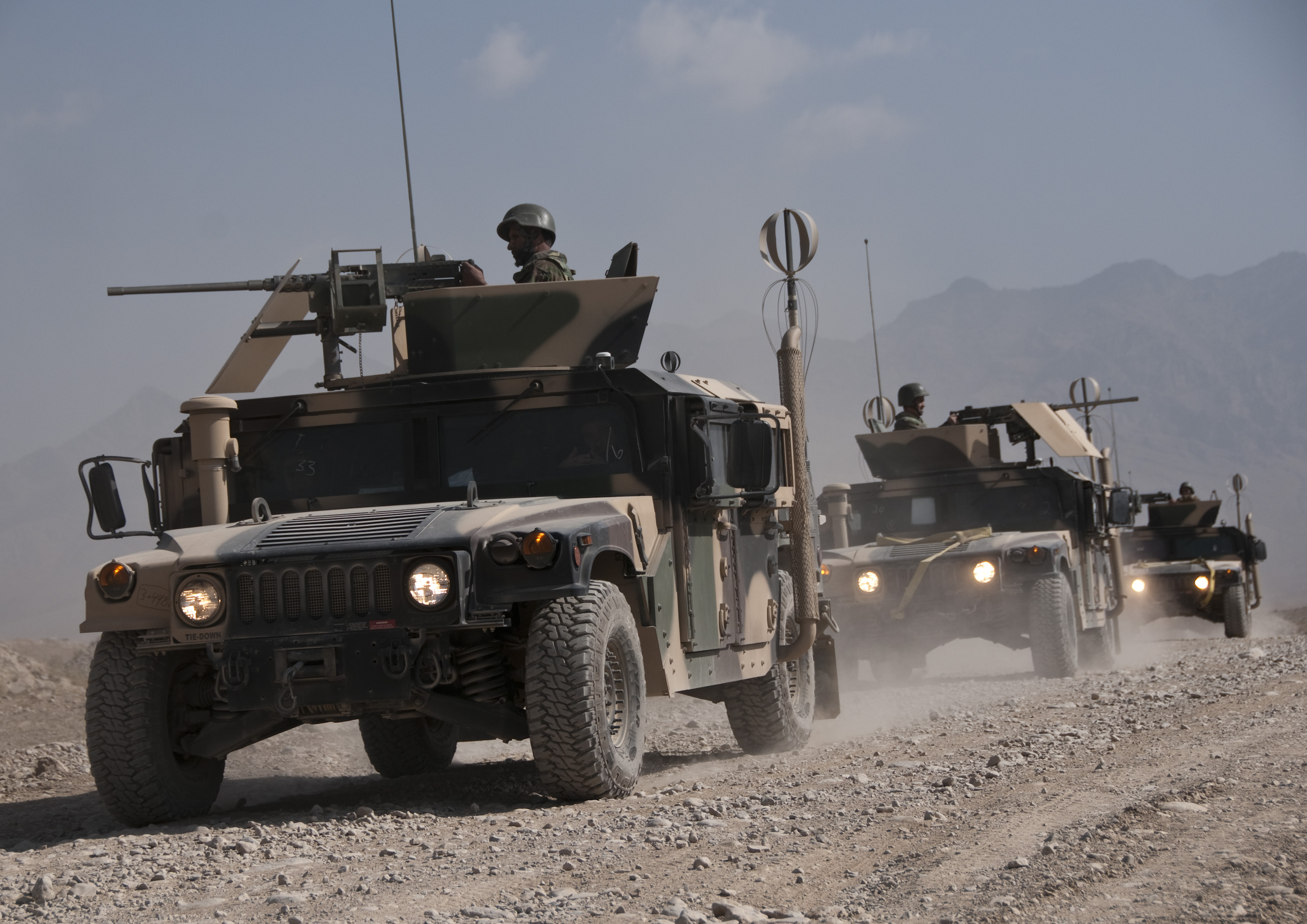
Humvees der Afghanischen Nationalarmee

Die Armee wurde durch die Koalitionsstreitkräfte der ISAF ausgebildet, um selbstständig für die Sicherheit des Landes zu sorgen. Die verschiedenen Mitglieder der ISAF haben unterschiedliche Verantwortlichkeiten in der Ausbildung der ANA übernommen. Alle diese verschiedenen Bemühungen wurden auf Koalitionseite durch das kombinierte Kommando Afghanistan (CSTC-A) gehandhabt und von der ISAF-Zentrale in Kabul koordiniert. Ab Juli 2006 bestand das Afghanische nationale Armee-Trainings-Kommando (ANATC), das eine enge Zusammenarbeit der ISAF mit dem Generalstab der ANA vorsah.
Die Ausbildung unter der Leitung des ANATC-Hauptquartiers sah eine Grundausbildung durch afghanische Militärausbilder vor. Die US-amerikanischen Streitkräfte übernahmen die fortgeschrittene Ausbildung. Großbritannien und Frankreich leiteten die Ausbildung von Offizieranwärtern, die sich vornehmlich aus erfahrenen Bürgerkriegsveteranen zusammensetzten. Die Bundeswehr stellte drei Operational Mentoring and Liaison Teams (OMLT) im nordafghanischen Masar-e Scharif komplett, beteiligte sich an einem weiteren in Kundus und plante dort bis zum Jahr 2010 drei weitere. In Kabul unterstützte die Bundeswehr zusammen mit Frankreich die Erweiterung der Schule für Kraftfahrer und Mechaniker zu einer Logistikschule. Dabei hatte Deutschland die Federführung. Im Juli 2009 begann die neue Schule mit der Ausbildung von Fachpersonal. Schließlich stellte die Bundeswehr bis zu 50 Soldaten für mobile Ausbildungsteams, die bei Bedarf eingesetzt wurden.

## Dokumentarfilme
- Ben Anderson: This Is What Winning Looks Like auf YouTube, 27. Mai 2014 (produziert und veröffentlicht von Vice, 2013).
- Vice (Magazin): The Fall of Kandahar auf YouTube, 25. August 2021.